# فرانتس شافهایتلین
فرانتس شافهایتلین (انگلیسی: Franz Schafheitlin؛ ۹ اوت ۱۸۹۵ – ۶ فوریهٔ ۱۹۸۰) یک هنرپیشه اهل آلمان بود. وی بین سال‌های ۱۹۲۷ تا ۱۹۷۴ میلادی فعالیت می‌کرد.
از فیلم‌ها یا برنامه‌های تلویزیونی که وی در آن نقش داشته است می‌توان به تایتانیک، پاراسلسوس، هملت اشاره کرد.